# Victor Vernicos
Victor Vernicos Jørgensen (en grec moderne : Βίκτορ Βερνίκος Γιούργκενσεν ; né le 23 octobre 2006) est un auteur-compositeur-interprète gréco-danois. Il est le représentant de la Grèce au concours Eurovision de la chanson 2023 à Liverpool, au Royaume-Uni avec la chanson What They Say.

## Biographie
Victor Vernicos est né en octobre 2006 à Athènes d'un père danois et d'une mère grecque. Il commence des cours de piano à l'âge de quatre ans, des cours de chant à huit ans et des cours de guitare à dix ans. Il commence à écrire ses propres chansons à l'âge de onze ans et produit sa propre musique depuis 2021. En 2021, il sort pour la première fois une chanson qui a été écrite et produite entièrement par lui-même.
En 2022, Vernicos annonce qu'il avait soumis une chanson au radiodiffuseur public grec ERT comme candidature au Concours Eurovision de la chanson 2023. Le 28 décembre 2022, il révèle que son titre What They Say fait partie des sept présélectionnés. Le 30 janvier 2023, ERT annonce que Vernicos est sélectionné pour représenter la Grèce au Concours Eurovision de la chanson 2023. Il interprète sa chanson lors de la deuxième demi-finale le 11 mai mais il n'est pas qualifié pour la finale.